# سفارة العراق في ألمانيا
السفارة العراقية في ألمانيا هي التمثيل الدبلوماسي الرسمي لجمهورية العراق في ألمانيا، يقع مقر السفارة في العاصمة الألمانية برلين في منطقة داهليم [الإنجليزية].